# Vuelo 1252 de Grodno Aircompany
El vuelo 1252 de Grodno Aircompany (GRX 1252) fue vuelo que terminó en un desastre aéreo el miércoles 3 de noviembre de 2021 cuando un avión de dicha compañía aérea que realizaba un vuelo de carga ruso, se estrelló en un bosque cerca de la aldea de Pivovarikha durante un intento de dar la vuelta mientras realizaba su aproximación para aterrizar. Un incendio estalló después del accidente. Las condiciones meteorológicas en el momento eran adversas. En la aeronave se encontraban nueve personas, 7 tripulantes y 2 pasajeros, (estos últimos inspeccionaban la carga). Ninguno a bordo sobrevivió.

## Aeronave y tripulación

### El aparato
El avión implicado era un Antonov An-12BK y tenía 53 años y 10 meses de edad (construido en 1968) haciendo su primer vuelo ese mismo año, su número de serie era 61-07 y de fábrica 8346107. Fue primeramente entregado a la Fuerza Aérea de la desaparecida USRR y lo operó hasta 1989 registrado como URSS-11244. Después de la disolución de la USRR, en 1993 el avión pasó a ser de la Fuerza Aérea de la actual Rusia y lo mantuvo almacenado hasta 2003 con el mismo registro. Luego ese año, Air Armenia lo obtuvo cambiándole el registro a EK-11001 y lo voló hasta 2014. Después, la aerolínea tayika, Asia Airways, lo usó durante un año con matrícula, EY-411. De 2015 hasta 2019, Asia Airways lo mantuvo almacenado. Fue desde entonces que la compañía bielorrusa, Grodno Aircompany, lo adquirió teniéndolo hasta el día del accidente, matriculado como EW-518TI.

### Las víctimas a bordo
Había 9 personas en el avión, de las cuales 7 eran miembros de la tripulación y los otros 2 eran pasajeros que venían acompañando la carga.
Los que componían la tripulación eran:
- El capitán, Alexander Nikolayevich Yegorov
- El copiloto, Oleg Valeryevich Shuchiko
- El navegante, Andrei Yevgenyevich Sergeyev
- El mecánico de vuelo, Yuri Nikolaevich Kroparev
- El asistente de vuelo, Alexander Chuprynenko.

- Junto con los dos ingenieros de vuelo, Dmitry Ivanovich Gamonenko y Maxim Mikhailovich Karpke

Y los pasajeros que acompañaban la carga:
- Yuri Viktorovich Volodin
- Oleg Eduardovich Vishnev

| Nacionalidad | Pasajeros | Tripulación | Total |
| ------------ | --------- | ----------- | ----- |
| Rusia        | 2         | 2           | 4     |
| Bielorrusia  | 0         | 3           | 3     |
| Ucrania      | 0         | 2           | 2     |
| Total        | 2         | 7           | 9     |

## Antecedentes y eventos de vuelo
El avión había transportado alimentos y bienes de consumo a Anadyr en la región autónoma de Chukotka en Rusia y, según los informes, regresaba a la base, con una parada en ruta en Yakutsk. 

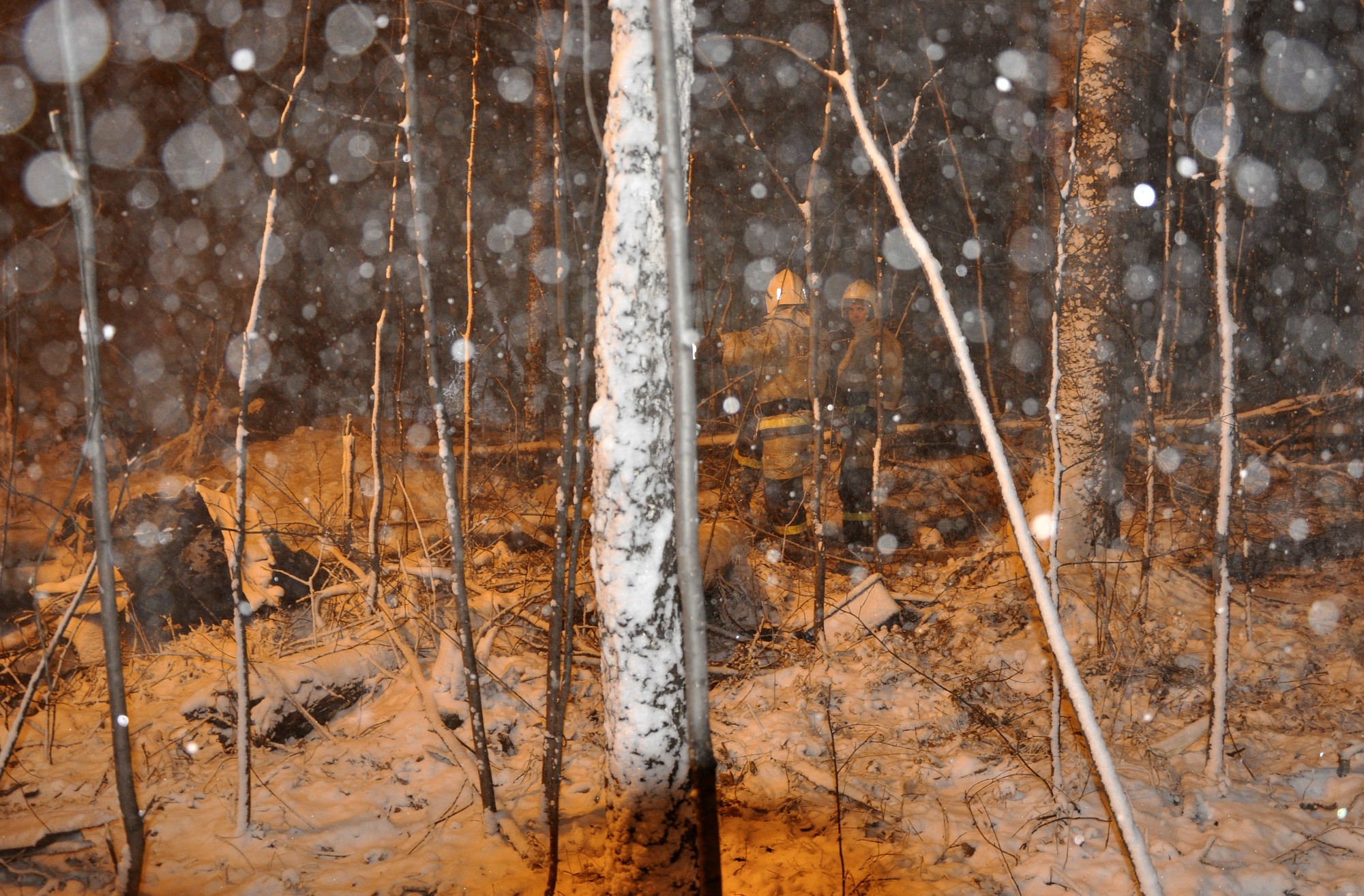
Los bomberos en el sitio del accidente

El vuelo se estaba acercando a la pista 30 del aeropuerto Internacional de Irkutsk, mientras tiempo seguía empeorando, la visibilidad era de 750 m, mucha nieve caía, la dirección del viento era de 290° y la velocidad del viento era de 8 m/s. La tripulación informó a la torre antes de aterrizar que tenían la necesidad dar de nuevo la vuelta. La visibilidad de la pista 30 a los 700 metros sureste, era de 1,600 metros. La altura de la base de la nube cumulonimbus era de 200 metros, la temperatura era de -7 °C (19 °F) y el punto de rocío era de -8 °C. A las 19:45 hora local (UTC+08:00). Poco después, la aeronave desapareció de las pantallas del radar del aeropuerto. Fue ahí cuándo el avión cayó en una zona arbolada en el área de la aldea de Pivovarikha, estallando en llamas con el combustible derramándose, que se extendió por un área de fuego de unos 300 m².

## Investigación
En el lugar del desastre colaboraron 46 personas y 17 equipos, que con el tiempo el número fue aumentando.
El gobernador de la región de Irkutsk, Igor Kobzev, fue al lugar de la emergencia. 
Entre las versiones del choque, se consideran errores de pilotaje, como exceder el ángulo de ataque o una decisión tardía en una aproximación frustrada al aterrizar. También se considera un mal funcionamiento técnico de la aeronave, por ejemplo, alguna falla del motor debido a una colisión con aves, también mencionado a la formación de hielo en las alas, etc.
El Comité puso bajo control la investigación, abriendo un caso penal en virtud de la Parte 3 del Art. 263 del Código Penal de la Federación de Rusia (violación de las reglas de seguridad para la operación del transporte aéreo).